# Сенге, Питер
Питер Се́нге (англ. Peter Senge; род. 1947[…], Стэнфорд, Калифорния) — американский учёный, директор Центра организационного обучения в школе менеджмента MIT Sloan. Он известен как автор книги «Пятая дисциплина: искусство и практика самообучающейся организации» (The Fifth Discipline: The art and practice of the learning organization), написанной в 1990 году (новая редакция 2006 года). Он является старшим преподавателем в группе системной динамики в MIT Sloan, а также совместного факультета в Институте сложных систем Новой Англии.
Учился в Стэнфордском университете, изучал философию и аэрокосмическую технику; является бакалавром в области последней. Позднее получил степень магистра социальных систем в Массачусетском технологическом университете в 1972 году и степень доктора философии в MIT Sloan в 1978 году.
Является автором теорий организации развития и организационного обучения и системного мышления, основателем и председателем Общества организационного обучения.

### Избранные статьи
- Peter M.Senge Creating Schools for the Future, not the Past for All Students // Leader to Leader, 2012. Реферат (недоступная ссылка)